# Quatre de Guildford

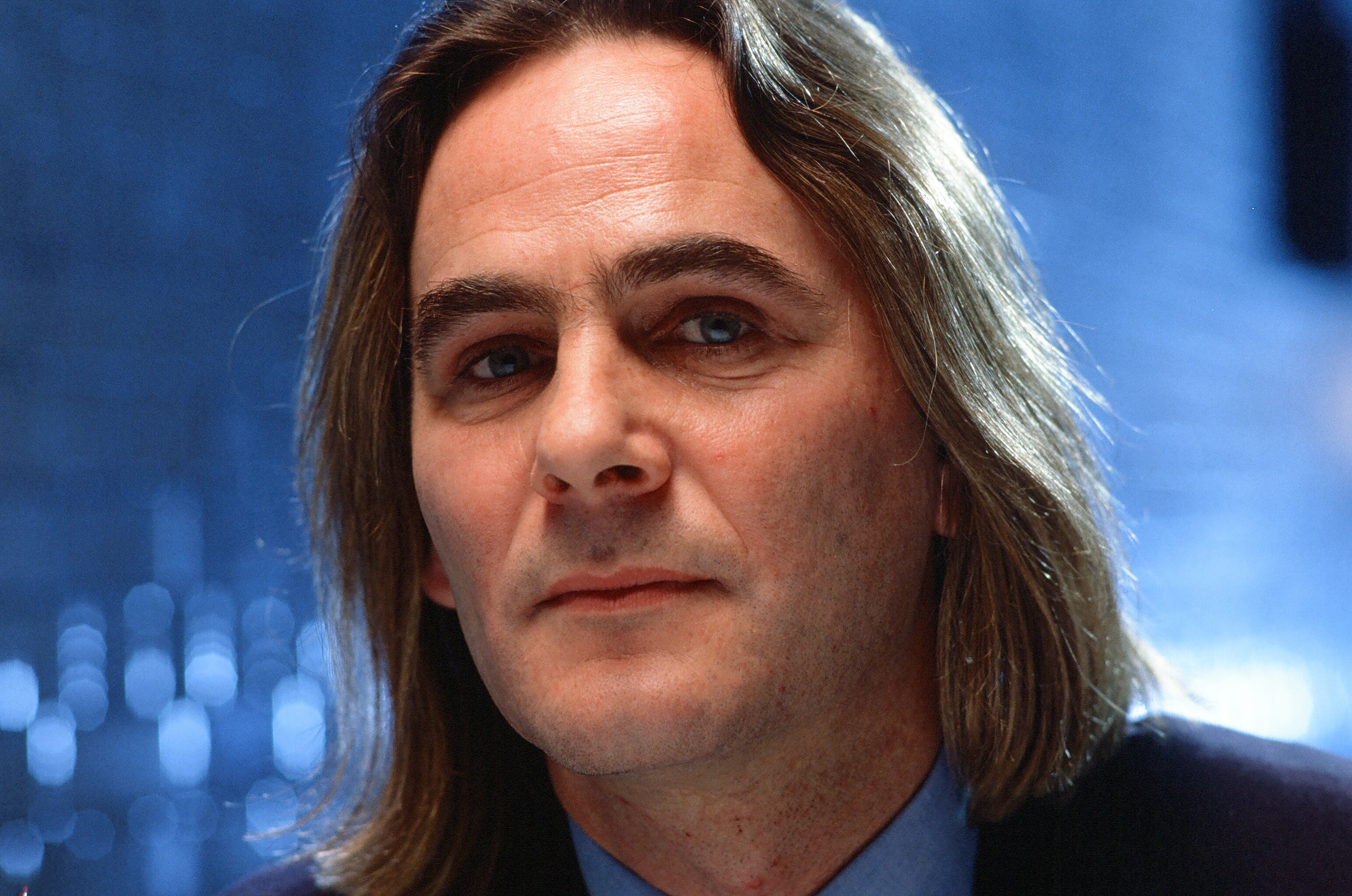
Paul Michael Hill à la télévision en 1994

Les Quatre de Guildford (The Guildford Four) sont quatre jeunes gens qui ont été accusés et condamnés à tort à la prison à vie par la cour d'assises d'Old Bailey à Londres, en octobre 1974 pour les attentats des pubs de Guildford commandités  par l'Armée républicaine irlandaise provisoire et qui avaient fait cinq morts et plus de cent blessés. Les Quatre de Guildford ont passé plus de quinze ans en prison avant que leur condamnation soit annulée par la cour d'assises.
Considéré comme complice des Quatre de Guildford, un autre groupe, les Sept Maguire (The Maguire Seven), a également été condamné et emprisonné à tort dans cette affaire. Il s'agit des membres de la famille de Gerry Conlon, dont son père Patrick Giuseppe Conlon — qui mourut en prison  —, sa tante et ses cousins de quatorze et seize ans, la plupart reconnus coupables de fabrication ou de détention d'explosifs.

## Quatre de Guildford
Les Quatre de Guildford ont été accusés de participation directe aux attaques de l'IRA :
- Paul Michael Hill, âgé de 21 ans au moment du procès, a été condamné pour les attentats des pubs de Guildford, celui du pub Kings Arms de Woolwich et séparément, du meurtre du soldat britannique Brian Shaw, qu'il a avoué au cours du même interrogatoire ; il devient après sa libération l'époux de Mary Courtney Kennedy (en), l'une des filles de Bob Kennedy[b] ; le couple, séparé depuis 2006, a une fille, Saoirse Roisin (née le 22 mai 1997 à Washington) et décédée le 1er août 2019[2].
- Gerard « Gerry » Conlon, 21 ans, déclaré coupable des attentats des pubs de Guildford. Il est mort d'un cancer du poumon en 2014 à Belfast;
- Patrick « Paddy » Armstrong, déclaré coupable de l'attentat de Woolwich et des attentats des pubs de Guildford. Après sa libération, il retourne vivre à Dublin ;
- Carole Richardson, 18 ans, déclarée coupable des attentats des pubs de Guildford. Après sa libération; elle se marie; a 1 enfant et reste vivre en Angleterre.

Après leur arrestation, ils ont avoué l'attentat à la bombe et, malgré leurs rétractations, ce fut l'argument principal et la base de la preuve à leur encontre. Leurs aveux seront plus tard expliqués comme le résultat de la contrainte physique exercée par la police, allant de l'intimidation à la torture physique et psychologique (incluant des menaces contre les membres de leur famille), ainsi que des effets de médicaments administrés de force.
Il n'y a jamais eu le moindre indice d'appartenance des quatre jeunes gens à l'Armée républicaine irlandaise provisoire – à commencer par leur mode de vie. Patrick Armstrong et Carole Richardson vivaient dans un squat et leurs seuls démêlés avec les autorités découlaient de la consommation de drogue et de divers petits délits.
Au cours de leur procès, les Guildford Four déclarèrent avoir été torturés par la police jusqu'à ce qu'ils signent des aveux. Après qu'ils furent reconnus coupables de meurtre et condamnés à des peines de prison à vie, le juge exprima son regret que le chef d'accusation ne fût pas la trahison, qui était alors passible de la peine de mort.
Lors du procès du Balcombe Street Gang en février 1977, les quatre membres, tous appartenant à l'IRA, demandèrent à leurs avocats « d'attirer l'attention sur le fait que quatre innocents avaient été condamnés à de lourdes peines » pour trois attentats à Guildford et Woolwich. Ils n'ont jamais été inculpés de ces actes. Cependant, aucun indice n'a jamais été rapporté concernant leur implication dans les attentats, ils n'ont jamais admis de responsabilité personnelle et l'IRA n'a jamais donné les noms des poseurs de bombes.
Les Quatre de Guildford tentèrent en vain d'ouvrir un procès en appel conformément à la section 17 du Criminal Appeal Act (loi d'appel) de 1968. En 1987, le Ministère de l'Intérieur reconnut dans un mémorandum que leur culpabilité était improbable, mais que cela ne suffisait pas à ouvrir un appel.

## Sept Maguire
Les Sept Maguire ont été accusés pour la fabrication d'explosifs après que la police eut perquisitionné la maison d'Anne Maguire à West Kilburn, le 3 décembre 1974.
L'ensemble des preuves ainsi que les rapports techniques ont été entièrement fabriqués par les services de sécurité anglais.
Par la suite, les policiers coupables de ces actes criminels ne furent jamais condamnés par la justice anglaise.
Le 4 mars 1976, les Maguire ont été condamnés aux peines suivantes :
- Anne Maguire, 40 ans, 14 ans de prison ;
- Patrick Maguire, mari de Anne, 42 ans, 14 ans de prison ;
- Patrick Maguire, fils de Anne et Patrick, 14 ans, 4 ans de prison ;
- Vincent Maguire, fils de Anne et Patrick, 17 ans, 5 ans de prison ;
- William Smyth, frère d'Anne Maguire, 37 ans, 12 ans de prison ;
- Patrick O'Neill, un ami de la famille, âgé de 35 ans, 12 ans de prison ;
- Patrick Giuseppe Conlon, beau-frère de Anne Maguire et père de Gerry Conlon, 52 ans, 12 ans de prison.

Giuseppe Conlon était venu de Belfast pour aider son fils Gerry Conlon (des Quatre de Guildford) à la suite de son arrestation. Il a été suivi puis arrêté avec le reste de sa famille au domicile de Anne Maguire, sa belle-sœur et la tante de Gerry. Giuseppe Conlon, atteint d'une thrombose pulmonaire, est mort en prison en janvier 1980, tandis que les six autres personnes ont été libérées après avoir purgé la totalité de leur peine. Giuseppe Conlon est enterré au cimetière de Milltown à Belfast.

## Nouveaux éléments et procès en appel
En 1989, un enquêteur découvrit d'importantes modifications apportées aux notes dactylographiées des interrogatoires de Patrick Armstrong. Des passages avaient été supprimés, d'autres avaient été ajoutés et l'ensemble des notes avait été remanié. Ces notes et leurs amendements étaient identiques aux notes manuscrites et dactylographiées présentées au procès, ce qui suggérait que les notes manuscrites avaient été écrites après les interrogatoires. La police avait par conséquent manipulé les notes pour les rendre conformes à la version qu'elle voulait présenter.
Ces nouveaux éléments permirent d'ouvrir un procès en appel avec Gareth Peirce (en) comme solliciteur. Le Lord Chief Justice déclara que la police avait soit :
- totalement fabriqué les notes dactylographiées en les modifiant pour les rendre plus vraisemblables, puis ajouté des notes manuscrites pour leur donner l'apparence de notes contemporaines ; soit
- dactylographié les notes manuscrites pour les rendre plus lisibles, puis modifié ces dernières avant de les retranscrire en notes manuscrites.

Dans les deux cas, la police avait menti et il était évident que les Quatre de Guildford devaient être libérés. Gerry Conlon, Patrick Armstrong et Carole Richardson furent immédiatement libérés, tandis que Paul Hill dut attendre encore quelques jours avant de sortir de prison. Il ne fut définitivement innocenté qu'en 1994 du meurtre d'un soldat britannique en Irlande du Nord, dont il avait aussi été fallacieusement accusé.
Seize années après la libération des Quatre de Guildford, le Premier ministre britannique Tony Blair présenta publiquement des excuses, le 9 février 2005 : « Je suis réellement désolé qu'ils aient été soumis à un tel calvaire et à une telle erreur judiciaire, c'est pourquoi je présente mes excuses aujourd'hui, ils méritent d'être blanchis totalement et publiquement ».

## Adaptation
L'autobiographie de Gerry Conlon, Proved Innocent, fut adaptée en 1993 par le réalisateur irlandais Jim Sheridan dans le film Au nom du père, avec Daniel Day-Lewis (dans le rôle de Gerry Conlon), Pete Postlethwaite (dans le rôle de Giuseppe Conlon, le père de Gerry) et Emma Thompson (dans celui de Gareth Peirce (en), l’avocate des Conlon).